# فرودگاه بین‌المللی ونس و. آموری
فرودگاه بین‌المللی ونس و. آموری (به انگلیسی: Vance W. Amory International Airport) یک فرودگاه همگانی با کد یاتا NEV است که یک باند فرود آسفالت دارد و طول باند آن ۱۲۱۸ متر است. این فرودگاه در کشور سنت کیتس و نویس قرار دارد.

## شرکت‌های هواپیمایی و مقصدهای پروازی
| شرکت‌های هواپیمایی     | مقصدهای پروازی |
| --------------------- | --- |
| Air Sunshine          | سیرل گری کینگ، لوئیز مونز مارین، ترانس بی. لتسام، ویرجین گوردا، ملویل هال، کلیتن جی. لوید، پرینسس جولیانا چارتر: هنری ئی. رولسن |
| Anguilla Air Services | چارتر: کلیتن جی. لوید، رابرت ل. بریدشو                                                                                          |
| کوستال ایر            | کلیتن جی. لوید، هنری ئی. رولسن، ملویل هال                                                                                       |
| FlyMontserrat         | و.س. برد |
| سیبورن ایرلاینز       | لوئیز مونز مارین |
| سن بارت کوموتر        | چارتر: گوستاف ۳ |
| تریدویند اوییشن       | لوئیز مونز مارین، گوستاف ۳ |
| ترنس آنگویلا ایرویز   | چارتر: کلیتن جی. لوید |
| وین ایر               | رابرت ل. بریدشو، پرینسس جولیانا، و.س. برد                                                                                       |

American Arlines

### باری
| شرکت‌های هواپیمایی | مقصدهای پروازی                                                                                |
| ----------------- | --------------------------------------------------------------------------------------------- |
| Air Sunshine      | سیرل گری کینگ، لوئیز مونز مارین، ترانس بی. لتسام، ویرجین گوردا، دومینیکا، آنگویلا، سینت مارتن |